# Ратина суматранська
Рати́на суматранська (Gypsophila rufipectus) — вид горобцеподібних птахів родини Pellorneidae. Ендемік Індонезії.

## Опис
Довжина птаха становить 18-19 см. Верхня частина тіла темно-коричнева, поцяткована лускоподібним візерунком. Нижня частина тіла рудувата, поцяткована темним лускоподібним візерунком і світлими смужками. Виду не притаманний статевий диморфізм.

## Поширення і екологія
Суматранські ратини є ендеміками гір на заході Суматри. Вони живуть у вологих гірських і рівнинних тропічних лісах. Зустрічаються на висоті від 900 до 2500 м над рівнем моря. Живляться комахами та іншими безхребетними, яких шукають в опалому листі.